# Верро, Эдуар
Эдуар Верро (16 сентября 1810 — 14 марта 1868) — французский натуралист, таксидермист, коллектор (то есть, в данном случае, сборщик образцов живой природы) и торговец. Ботаник и орнитолог Жюль-Пьер Верро был его старшим братом.

## Карьера
В 1830 году Эдуар отправился в Южную Африку, чтобы помочь своему брату упаковать большую партию образцов биологических таксонов. Он вернулся оттуда в 1832, а затем посетил Суматру, Яву, Филиппины и Индокитай. В 1834 году Эдуар взял на себя управление семейным бизнесом в Париже, основанным на изучении естественной истории.

### Лев, нападающий на верблюда

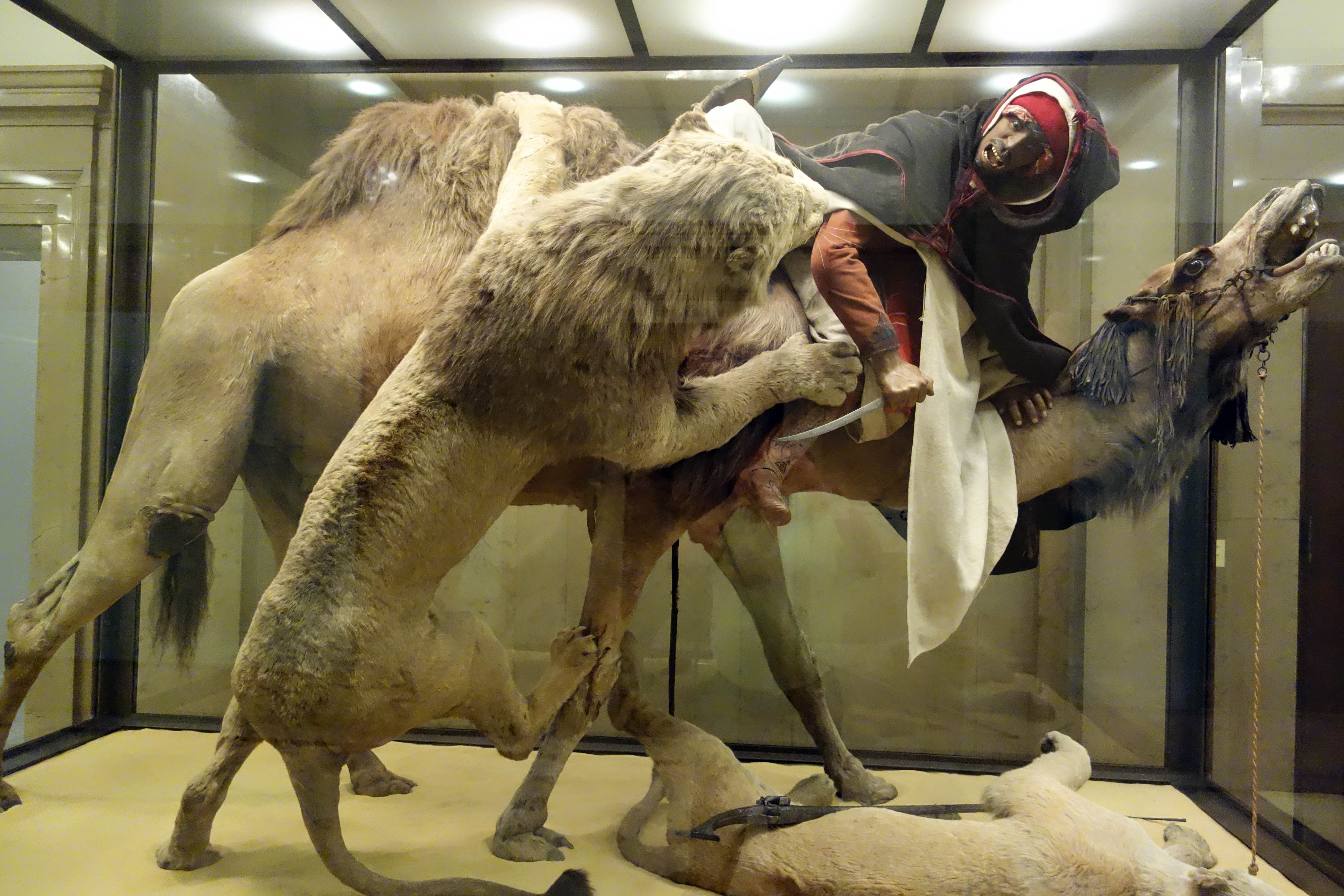
Лев, нападающий на верблюда в 2018

Для Всемирной выставки 1867 года, проходившей в Париже, Верро создал ориенталистскую таксидермическую диораму «Лев, нападающий на верблюда». Она получила золотую медаль выставки. Затем работа была продана Американскому музею естественной истории, который вставлял ее на Всемирной выставке 1876 года. В 1898 году диараму приобрел Музей естественной истории Карнеги. Там она выставлялась до 2020 года, пока не была убрана. В качестве причин музей указал отсутствие культурной точности и опасения активистов Black Lives Matter.

## Труды
Труды, в том числе написанные в соавторстве:
- L’Océanie en Estampes, ou description géographie et historique de toutes les Îles du grand océan et du continent de la Nouvelle Hollande … (совместно с Жюлем-Пьером Верро), 1832
- Catalogue des objets d’histoire naturelle : composant le cabinet de Mm. Veraux, pére et fils, naturalistes préparateurs, boulevard Montmartre, No. 6, 1833.
- Catalogue d’oiseaux, 1849 — Каталог птиц.
- Catalogue des Oiseaux disponibles dans la maison d’E. Verreaux, 1868 — Каталог птиц, обнаруженный в доме Э. Верро.[5]